# Heptacarus ornatus
Heptacarus ornatus är en kvalsterart som beskrevs av Bayoumi och Al-Khalifa 1985. Heptacarus ornatus ingår i släktet Heptacarus och familjen Lohmanniidae. Inga underarter finns listade i Catalogue of Life.